# Tommaso Tittoni
Tommaso Tittoni (16 de noviembre de 1855-7 de febrero de 1931) fue un diplomático, político y Caballero de la Anunciación. Fue el ministro de Relaciones de Italia entre 1903 hasta 1909, exceptuando un breve período de cinco meses. Además se desempeñó como primer ministro de Italia por aproximadamente dos semanas en 1905.

## Primeros años
Tommaso Tittoni nació en Roma. Su padre, Vincenzo, un importante agricultor arrendatario de La Manziana, que había tomado parte en la defensa de la República Italiana junto con Giuseppe Garibaldi en 1849, y fue exiliado por Pío IX, y recién regresó a Roma en 1870, violando la Porta Pia. Tittoni recibió su primera educación en Nápoles, y subsecuentemente en Oxford y Liège.
Tittoni fue concejal de Roma, antes de ser diputado por Civitavecchia en 1886, alineándose con el bloque de derecha. Renunció a su banca en 1897, cuando es designado prefecto de Perugia. Tres años después, es designado en Nápoles a un cargo similar, y en 1902 se convirtió en senador.
Fue designado ministro de Relaciones Exteriores por el primer ministro Giovanni Giolitti, en su segundo período, en 1903. Cuando este renunció, ocupó el cargo de primer ministro.